# Carmina o revienta
Série
Carmina !
(2014)
Pour plus de détails, voir Fiche technique et Distribution.
Carmina o revienta est un film espagnol réalisé par Paco León, sorti en 2012.

## Synopsis
Après des vols dans son auberge, Carmina, 58 ans, fait le point sur sa vie et ses problèmes financiers.

## Fiche technique
- Titre : Carmina o revienta
- Réalisation : Paco León
- Scénario : Paco León
- Musique : Pony Bravo
- Photographie : Juan González
- Montage : Ana Álvarez Ossorio
- Société de production : Andy Joke, Jaleo Films et Paloma Juanes
- Pays :  Espagne
- Genre : Comédie dramatique
- Durée : 70 minutes
- Dates de sortie : 
  -  Espagne : 5 juillet 2012

## Distribution
- Carmina Barrios : Carmina
- María León : María
- Paco Casaus : Antonio León
- Ana María García : Ani
- Guillermo Weickert : Dr. Casado
- Paqui Montoya : Rocío
- Antonio León : Antonio

## Distinctions
Le film a été nommé pour trois prix Goya.